# 寛容勅令 (ハワイ)
寛容勅令（かんようちょくれい、英語: Edict of Toleration）は、1839年7月17日にハワイ王カメハメハ3世がカトリックの布教・信仰とホノルル司教区設立を認めた勅令。

## プロテスタントの浸透
ハワイには独自の信仰があり、王国を建設したカメハメハ1世も従来の宗教の法を受け継いでいたが、その息子カメハメハ2世と摂政カアフマヌの時代に弾圧を受け衰退した。その直後の1820年からプロテスタントを中心にキリスト教宣教師が到来し、カアフマヌらはプロテスタントに改宗し、カトリックをハワイ諸島から排斥し続けた。カメハメハ3世の幼少期まで至るカアフマヌの摂政時代の間、ハワイのキリスト教信仰は会衆派教会が中心であった。1832年にカアフマヌが死去したのちもカメハメハ3世はしばらくその方針を維持し、カトリック神父の潜伏とそれを住民がかくまうことが少なくなかったことから、1837年12月18日にはカトリックの布教や信仰を禁止した。

## 勅令の発布
カトリックのイエズス・マリアの聖心会を支援していたフランス7月王政の軍事的圧力を受け、カメハメハ3世は1839年にカトリック信仰を容認する勅令を出した。1840年に発布されたハワイ王国憲法では、信教の自由が認められた。またカメハメハ3世は、カトリック聖職者の追放や投獄、改宗者への拷問の償いとして2万ドルを支払うよう強いられた。